# Rjavci
Rjavci so naselje v Občini Sveti Andraž v Slovenskih goricah.
Do leta 1945 se naselje imenuje Erjavci.